# Michelle Schmidt
Michelle Schmidt (, 24 de abril de 1982) é uma nadadora brasileira.
Integrou a delegação nacional que disputou os Jogos Pan-Americanos de 2011 em Guadalajara, no México. Nadou os 200 metros peito.